# Аблекты
Аблекты (лат. ablectus) — особые отряды y римлян, выделявшиеся из войск союзников. Личный состав этих отрядов комплектовался из числа экстраординариев: 160 человек пехоты и 40 человек конницы. Это отборная часть союзнического контингента в римских войсках. Они исполняли должность телохранителей консула или полководца и вследствие сего, находясь постоянно у него на глазах, служили также залогом верности своих соотечественников.